# Androcharta clavipennis
Androcharta clavipennis là một loài bướm đêm thuộc phân họ Arctiinae, họ Erebidae.